# علي عامر
الفريق / علي علي عامر قائد عسكري مصري، شغل سابقاً منصب رئيس أركان حرب القوات المسلحة، ثم منصب قائد القوات العربية المشتركة حتى عام 1967.